# مالیکا سارابهای
مالیکا سارابهای (انگلیسی: Mallika Sarabhai؛ زادهٔ ۹ مهٔ ۱۹۵۴) یک هنرپیشه، خواننده، و فعال حقوق بشر اهل هند است.

## نگارخانه

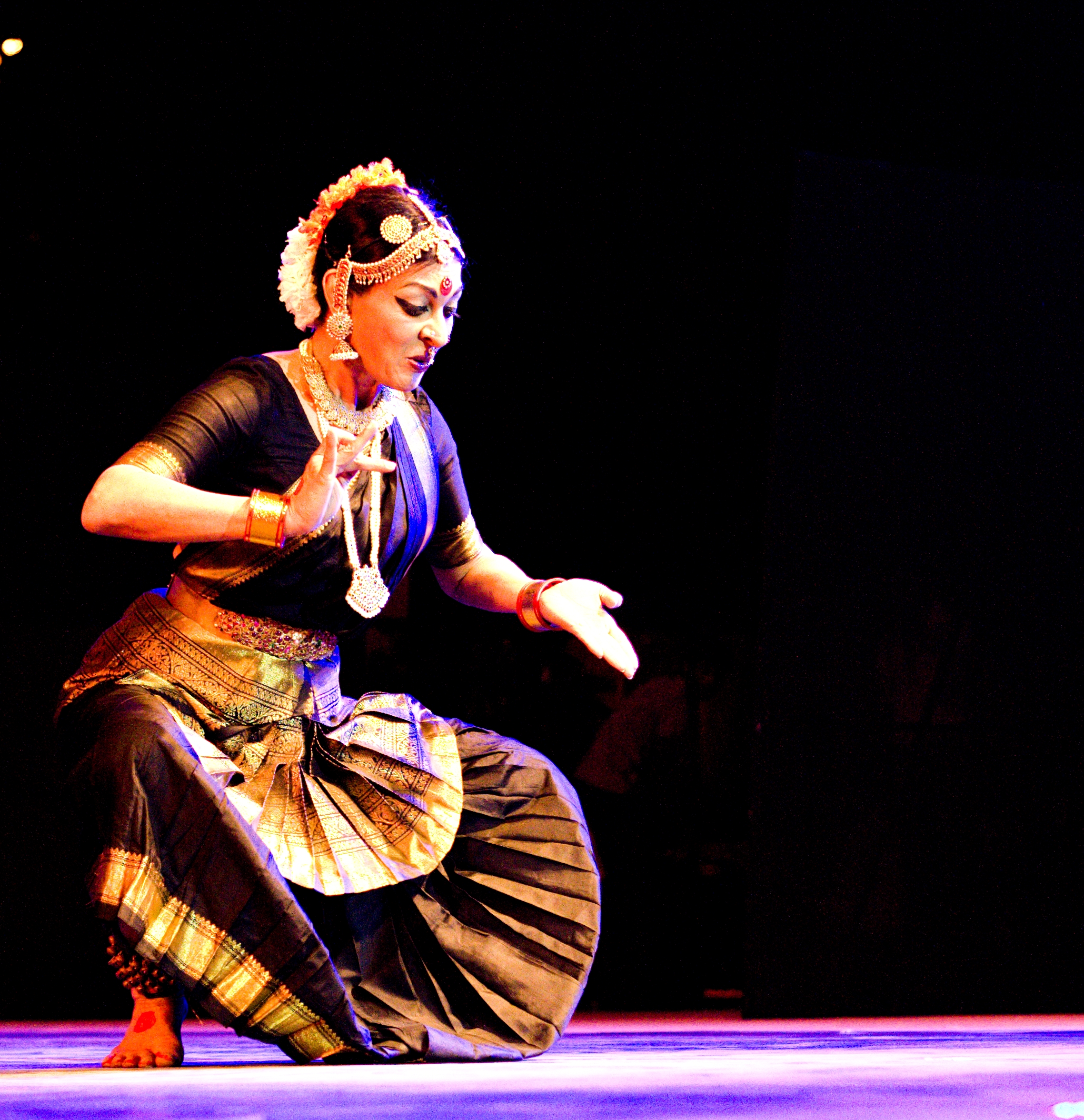
Mallika Sarabhai, Saarang 2011, مؤسسات فناوری هند, چنای.
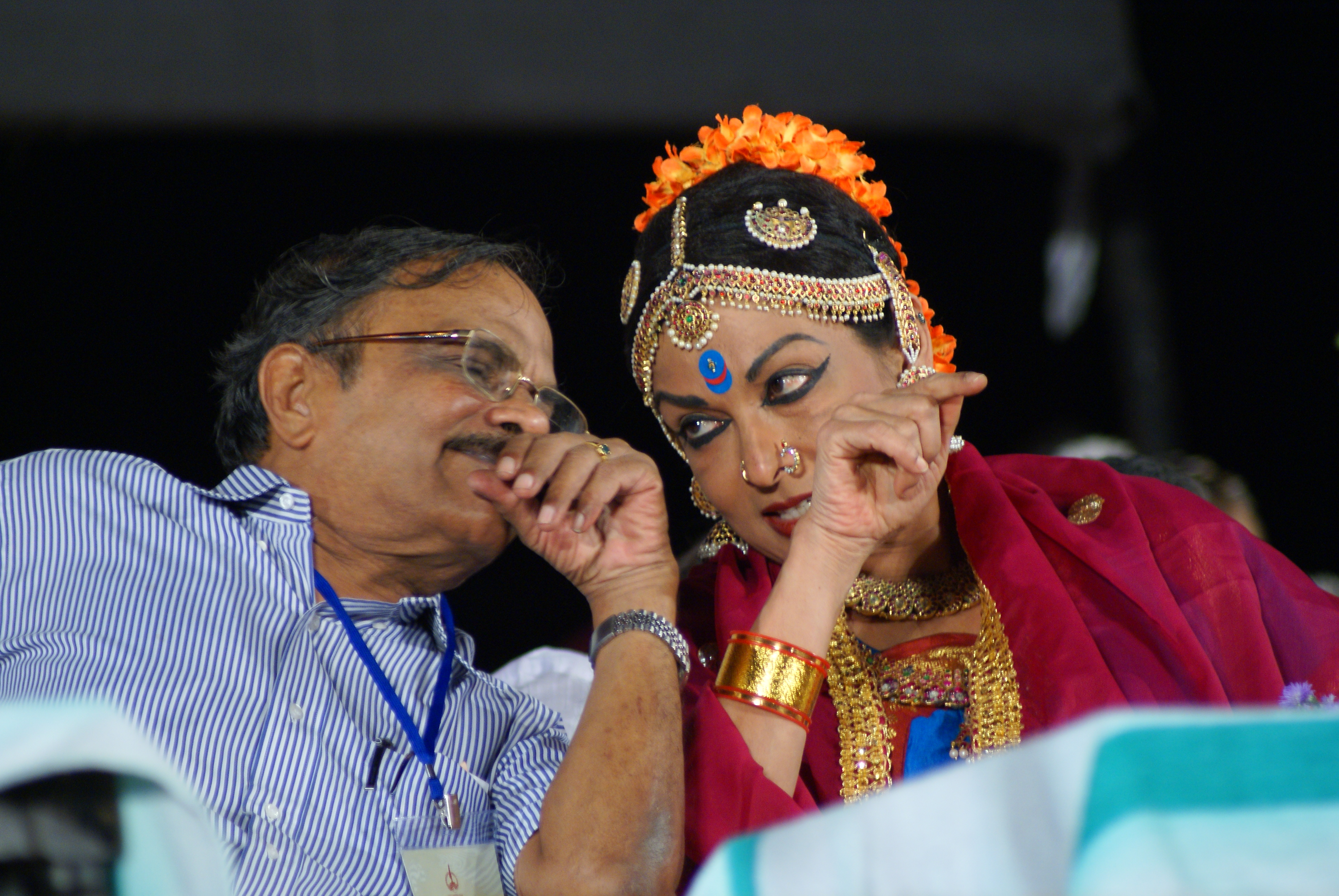
Mallika sarabhai with M T Vasudevan nair
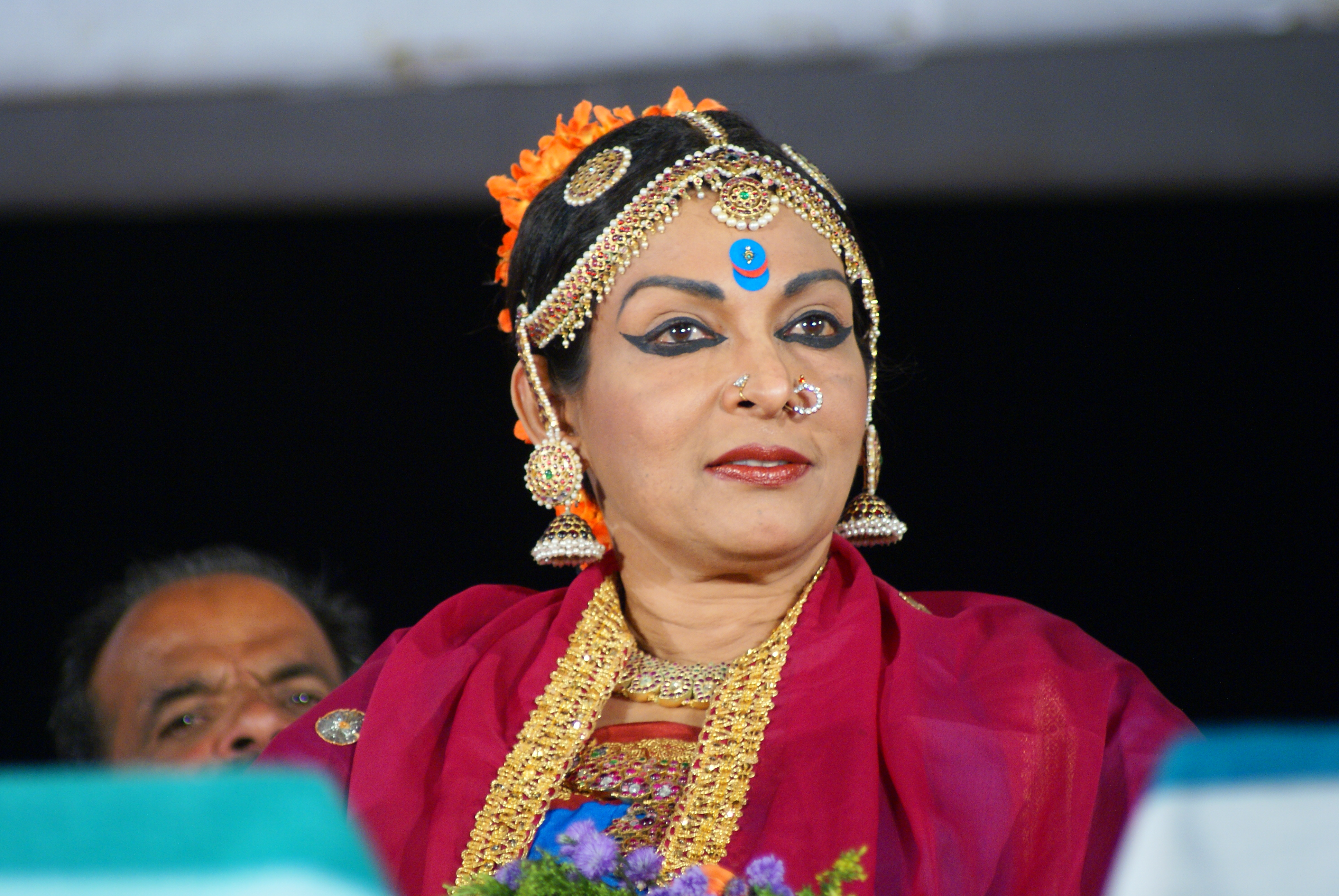
Mallika Sarabhai